# Mészáros Norbert (labdarúgó)
Mészáros Norbert (Pápa, 1980. augusztus 19. –) magyar labdarúgó, posztját tekintve hátvéd, jelenleg a Nagykállói VSE játékosa. A DVSC U15 pályaedzője.

## Pályafutása
Az 1980-ban született Mészáros Norbert profi pályafutását 1999-ben a Pápai ELC-ben kezdte, majd 2000-2003 között a Dunaferrhez igazolt, onnan a BKV Előréhez, majd 2003-2004 között a BFC Siófokhoz került. Ezután a 2004-2005-ös időszkban a német Energie Cottbusnál játszott, ahol 24-szer lépett pályára, két gólt szerezve. Ezekben az időkben leginkább a középpálya jobb szélén játszott. Posztja a 2005-ös Debreceni VSC-hez való igazolásával, Miroslav Beránek akkori vezetőedző hatására középső védővé változott. 
2010. június 24-én az UEFA Fegyelmi Bizottsága első fokon 2011. december 31. napjáig eltiltotta a labdarúgástól és 7 000 euró pénzbüntetéssel sújtotta. Az ítélet indoklása szerint Mészáros egy alkalommal elmulasztotta jelenteni, hogy a Debreceni VSC nemzetközi mérkőzése előtt, ismeretlen személyek megpróbálták rábírni a mérkőzés eredményének befolyásolására. A vizsgálat megállapította, hogy bundázás nem valósult meg.

## Magánélete
Két gyermeke született. Mészáros Norbert Zoltán (2008) és Mészáros Milán (2015).

## Sikerei, díjai
Debreceni VSC
- Magyar bajnok: 2005–2006, 2006–2007, 2008–2009, 2009–2010, 2011–2012, 2013–2014
- Magyar Kupa-győztes: 2008, 2012, 2013
- Ligakupa-győztes: 2010
- Szuperkupa győztes: 2005, 2006, 2007, 2009, 2010
- Zilahi-díj: 2016

## Statisztika

### Mérkőzései a válogatottban
| Magyarország | Magyarország        | Magyarország                       | Magyarország     | Magyarország | Magyarország | Magyarország | Magyarország | Magyarország |
| #            | Dátum               | Helyszín                           | Hazai            | Eredmény     | Vendég       | Kiírás       | Gólok        | Esemény      |
| ------------ | ------------------- | ---------------------------------- | ---------------- | ------------ | ------------ | ------------ | ------------ | ------------ |
| 1.           | 2012. június 1.     | Prága, Generali Arena              | Csehország       | 1 – 2        | Magyarország | barátságos   | -            | 39'          |
| 2.           | 2012. június 4.     | Budapest, Puskás Ferenc Stadion    | Magyarország     | 0 – 0        | Írország     | barátságos   | -            |              |
| 3.           | 2012. augusztus 15. | Budapest, Puskás Ferenc Stadion    | Magyarország     | 1 – 1        | Izrael       | barátságos   | -            |              |
| 4.           | 2012. október 12.   | Tallinn, A. Le Coq Aréna           | Észtország       | 0 – 1        | Magyarország | vb-selejtező | -            |              |
| 5.           | 2012. október 16.   | Budapest, Puskás Ferenc Stadion    | Magyarország     | 3 – 1        | Törökország  | vb-selejtező | -            |              |
| 6.           | 2013. február 6.    | Belek, Bellis Sports Center (TUR)  | Fehéroroszország | 1 – 1        | Magyarország | barátságos   | -            | 66'          |
| 7.           | 2013. március 22.   | Budapest, Puskás Ferenc Stadion    | Magyarország     | 2 – 2        | Románia      | vb-selejtező | -            |              |
| 8.           | 2013. március 26.   | Isztambul, Şükrü Saracoğlu Stadion | Törökország      | 1 – 1        | Magyarország | vb-selejtező | -            |              |
| 9.           | 2013. október 15.   | Budapest, Puskás Ferenc Stadion    | Magyarország     | 2 – 0        | Andorra      | vb-selejtező | -            | 34'          |
|              | Összesen            |                                    |                  | 9            | mérkőzés     |              | 0            | gól          |